# SubViewer
SubViewer es una utilidad para agregar y sincronizar subtítulos al contenido de los vídeo. Fue creado por David Dolinski en 1999, y se puede descargar en su página web. Un amigo de David Dolinski (alias Cerebro ) creó, al mismo tiempo, el software llamado SubRip para extraer subtítulos de los DVDs.
SubViewer se hizo popular cuando se incluyó sporte para él en el reproductor DivX. El 28 de agosto de 2008, YouTube incluye soporte para SubViewer y SubRip, permitiendo el subtitulado de forma retroactiva de videos existentes.